# Privaatonderwijs
De term privaatonderwijs, particulier onderwijs, particuliere school of privéonderwijs betreft vormen van onderwijs of scholing die door private partijen worden aangeboden. 

## Organisatie
De meeste instellingen hebben een winstoogmerk, zij kennen verschillende rechtsvormen, zoals besloten vennootschap, vereniging of stichting. Het commerciële doel van een particuliere onderwijsinstelling kan in conflict komen met het pedagogische doel. Dit neemt niet weg dat privaatonderwijs, ook bij commerciële instellingen, van hoge kwaliteit kan zijn. In de kunstwereld is het bijvoorbeeld wijdverspreide praktijk, naast een opleiding aan een conservatorium bijvoorbeeld, ook bij een bekend artiest lessen te volgen. Particulier onderwijs is de tegenhanger van door de overheid bekostigd onderwijs.

## Nederland
Particuliere basisscholen en scholen voor voortgezet onderwijs worden in Nederland net als de reguliere scholen  gecontroleerd door de Inspectie voor het Onderwijs. Zij worden minimaal eens per twee jaar onderzocht. Particulier onderwijs wordt vooral aangeboden voor voortgezet onderwijs, maar er zijn ook enkele particuliere basisscholen in Nederland. Inschrijvingsgelden liggen tussen de € 2.500 en € 30.000 per jaar, afhankelijk van de school. Vrijwel alle Internationale scholen zijn particuliere scholen.
Een branche-organisatie voor de aanbieders van particulier onderwijs in Nederland is de NRTO, voluit de Nederlandse Raad voor Training en Opleiding. Deze raad is de opvolger van PAEPON (Platform Aangewezen en Erkende Particuliere ONderwijsinstellingen).
Er zijn diverse particuliere en privéscholen in Nederland, zowel in het primair als voortgezet onderwijs. De onderliggende organisatievorm is een stichting of een besloten vennootschap. Ook zijn er organisaties die op meerdere locaties gelijknamige scholen gevestigd hebben.

### Aanvullend onderwijs
Naast particuliere scholen bestaan er ook onderwijsinitiatieven die bestaand onderwijs aanvullen of ondersteunen. Er zijn allerlei aanduidingen, zoals bijlessen, remedial teachers, huiswerkbegeleiding, repetitor, hulp bij examenvoorbereiding tot "persoonlijke coaching" tijdens het schooljaar of examenperiodes.

## België
In het niet-gesubsidieerd privé-onderwijs worden de studiekosten gedragen door de leerlingen of studenten, zonder tussenkomst van de overheid. Deze sector omvat onder meer:
- de internationale scholen voor lager en secundair onderwijs;
- de scholen voor privé-taalonderwijs, bijvoorbeeld na doorverwijzing via het Huis van het Nederlands;[2]
- het privé-hoger onderwijs, met opleidingen die vaak in samenwerking met universiteiten worden georganiseerd zoals in de handelshogescholen (businessschools), maar ook gespecialiseerde autonome programma’s in de sport, cultuur, gezondheid of administratie.[3] Wie als buitenlander een niet-officieel programma volgt, valt wel onder strengere immigratieregels.
- het privé-afstandsonderwijs.